# Подводные лодки проекта 611
Подводные лодки проекта 611 — серия советских подводных лодок (по классификации НАТО — класс Zulu). Относились к подклассу больших подводных лодок, предназначались для действий на океанских коммуникациях. Всего было построено 26 единиц. Развитием проекта 611 послужил более успешный и массовый проект 641.

## История проектирования
Работы над новым поколением больших подводных лодок, прерывавшиеся во время Великой Отечественной войны, возобновились одновременно с созданием проекта 613. Проект был создан в 1947—1948 годах в ЦКБ-18 Наркомата судостроительной промышленности, главный конструктор С. А. Егоров. Предназначением новых лодок были действия на океанских коммуникациях, причём как против судов противника, так и с целью защиты конвоев союзников, минные постановки, дальняя разведка. В конструкции подлодки заметно существенное влияние немецких подлодок серии XXI, а некоторые механизмы были унифицированы со строившимся одновременно проектом 613. Новинкой для советского подводного кораблестроения стало использование внешних шпангоутов прочного корпуса, позволившее улучшить внутреннюю компоновку оборудования и механизмов.

## История строительства
Строительство головной лодки проекта началось 10 января 1951 года на ленинградском судостроительном заводе № 196 (ныне — «Адмиралтейские верфи»). После завершения строительства она стала самым большим подводным кораблём в СССР. Последний корабль серии вступил в строй 15 июля 1958 года.
Строительство велось на судостроительных заводах № 196 «Судомех» в г. Ленинграде (8 единиц) и № 402 в г. Молотовске (Северодвинске) (18 единиц).

## Конструкция
Двухкорпусная трёхвальная подводная лодка, прочный корпус которой разделялся на семь отсеков:
- Первый отсек — носовой торпедный: шесть торпедных аппаратов.
- Второй отсек — аккумуляторный. На верхнем ярусе находились кают-компания для офицеров, рубка гидроакустика, душевая, на нижнем ярусе — первая группа аккумуляторных батарей.
- Третий отсек — центральный пост, выдвижные устройства.
- Четвёртый отсек — аккумуляторный. На верхнем ярусе — кают-компания старшин, радиорубка, кладовые, камбуз, на нижнем ярусе — вторая группа аккумуляторов.
- Пятый отсек — дизельный. В нём размещались все три главных дизельных двигателя и два дизель-компрессора.
- Шестой отсек — электромоторный. Служит для размещения трёх главных гребных электродвигателей.
- Седьмой отек — кормовой торпедный. Четыре торпедных аппарата, койки личного состава, на нижнем ярусе — вспомогательный электродвигатель.

## Модификации

Б-61 с артиллерийским вооружением.

Подводная лодка Б-67 проекта В611.

Подводная лодка Б-73 проекта 611АВ.

Многие подводные лодки проекта 611 подвергались модификациям по тому или иному проекту, как правило — для испытания новых образцов вооружения и оборудования.
Известные подпроекты:
- В611: в 1953—1956 годах Б-67 получила две вертикальные ракетные шахты и использовалась для испытательных стрельб баллистических ракет Р-11ФМ с надводным стартом, проведено 8 запусков.
- АВ611: по откорректированному по итогу испытаний проекту В611 с двумя баллистическими ракетами Р-11ФМ было переоборудовано и достроено пять подводных лодок.
- ПВ611: в 1958—1960 годах Б-67 вместо двух шахт получила одну новую для испытательных стрельб баллистической ракетой С4.7 (Р-11ФМ с подводным стартом).
- АВ611РА (611РА): в 1963—1965 годах Б-67 была переоборудована для испытания гидроакустической станции миноискания «Радиан-1».
- 611РУ: в 1963—1966 годах Б-71 была переоборудована для испытания гидроакустического комплекса МГК-300 «Рубин», позднее установленного на проекте 661 и многих других атомных подводных лодках.
- 611РЭ: в 1964—1966 годах Б-68 была переоборудована для испытания гидроакустического комплекса МГК-100 «Керчь» и буксируемой антенны «Рассвет».
- АВ611С: в 1966—1969 годах Б-78 проекта АВ611 переоборудована для испытания астрокорректора «Символ».
- АВ611Е: в 1967—1969 годах на Б-89 проекта АВ611 были установлены опытные образцы ГАК «Енисей» и ГАС «Луч», позже установленные на АПЛ проекта 705.
- АВ611К: в 1970 году Б-73 получила опытный образец навигационной космической системы «Штырь-М».
- АВ611Ц: в 1969—1970 годах на Б-62 установили опытный комплект оборудования космической связи «Цунами-Б».
- АВ611Д: в 1972—1973 годах Б-78 получила аппаратуру «Днестр» для исследования гидроакустических полей и кильватерного следа надводных и подводных кораблей.
- 611П: в 1968—1978 годах три лодки были переоборудованы в носители глубоководных аппаратов систем «Архипелаг» и «Селигер».
- П611: в 1956-1957 годах Б-64 получила установку запуска крылатой ракеты П-10.

### Проект АВ611
Под руководством главного конструктора Н. Н. Исанина была разработана модификация проекта 611, получившая обозначение «В-611». Проект включал оснащение лодок двумя ядерными баллистическими ракетами Р-11ФМ, размещёнными в удлинённой рубке. Была модифицирована одна лодка — Б-67. После её доработки, по изменённому проекту, получившему обозначение «проект АВ611», в литературе встречаются также обозначения, «А611» или «611АВ», были модифицированы ещё 5 лодок: Б-73, Б-78, Б-79, Б-89, Б-62.

### Проект «Лира»
Одна из подлодок была переоборудована для проведения научных изысканий в области военно-морской науки.

## История службы
- На подводной лодке Б-69 с 1966 по 1969 годы служил Герой Советского Союза Алексей Гаврилович Гусаков в должностях командира торпедной группы минно-торпедной боевой части и командира трюмной группы электромеханической боевой части.[5]

## Представители
| Название                         | Заводской номер                  | Закладка                         | Спуск на воду                    | Ввод в строй                     | Комментарии                                                               |
| Завод № 196 «Судомех», Ленинград | Завод № 196 «Судомех», Ленинград | Завод № 196 «Судомех», Ленинград | Завод № 196 «Судомех», Ленинград | Завод № 196 «Судомех», Ленинград | Завод № 196 «Судомех», Ленинград                                          |
| -------------------------------- | -------------------------------- | -------------------------------- | -------------------------------- | -------------------------------- | ------------------------------------------------------------------------- |
| Б-61                             | 580                              | 10 января 1951                   | 26 июля 1951                     | 31 декабря 1953                  | Достраивалась и испытывалась в Таллине                                    |
| Б-62                             | 631                              | 6 сентября 1951                  | 29 апреля 1952                   | 31 декабря 1953                  | «Вега». Модифицировалась как АВ611, АВ611Ц.                               |
| Б-63                             | 632                              | 6 февраля 1952                   | 17 июля 1952                     | 30 июня 1954                     | с 1978 — Б-863                                                            |
| Б-64                             | 633                              | 15 мая 1952                      | 29 ноября 1952                   | 30 декабря 1954                  | с 1970 — Б-864                                                            |
| Б-65                             | 634                              | 24 июля 1952                     | 21 марта 1953                    | 6 декабря 1954                   |                                                                           |
| Б-66                             | 635                              | 15 декабря 1952                  | 30 июня 1953                     | 29 декабря 1954                  | «Лира». С 1970 — Б-866                                                    |
| Б-67                             | 636                              | 26 марта 1953                    | 5 сентября 1953                  | 30 июня 1956                     | Построена в Северодвинске. Модифицировалась как В611, ПВ611, 611РА        |
| Б-68                             | 637                              | 6 июня 1953                      | 31 октября 1953                  | 27 ноября 1955                   | Модифицировалась как 611РЭ                                                |
| Б-69                             | 638                              | 14 сентября 1953                 | 18 июня 1954                     | 31 декабря 1955                  | Модифицировалась как 611П                                                 |
| Завод № 402, Северодвинск        |                                  |                                  |                                  |                                  |                                                                           |
| Б-70                             | 351                              | 14 мая 1954                      | 18 сентября 1955                 | 29 июня 1956                     |                                                                           |
| Б-71                             | 402                              | 7 июня 1954                      | 19 мая 1956                      | 30 сентября 1956                 | Модифицировалась как 611РУ                                                |
| Б-72                             | 403                              | 16 ноября 1953                   | 18 сентября 1955                 | 30 июня 1956                     |                                                                           |
| Б-73                             | 404                              | 16 августа 1954                  | 16 января 1957                   | 30 ноября 1957                   | «Лира». Модифицировалась как АВ611, АВ611К                                |
| Б-74                             | 305                              | 27 сентября 1954                 | 5 июня 1956                      | 31 октября 1956                  |                                                                           |
| Б-75                             | 306                              | 11 ноября 1954                   | 8 июля 1956                      | 6 ноября 1956                    |                                                                           |
| Б-76                             | 307                              | 24 января 1955                   | 25 августа 1956                  | 21 ноября 1956                   |                                                                           |
| Б-77                             | 208                              | 7 мая 1955                       | 20 сентября 1956                 | 30 ноября 1956                   |                                                                           |
| Б-78                             | 209                              | 16 июля 1955                     | 13 июня 1957                     | 30 ноября 1957                   | «Мурманский комсомолец». Модифицировалась как АВ611, АВ611С, АВ611Д       |
| Б-79                             | 210                              | 19 декабря 1955                  | 16 июля 1957                     | 3 декабря 1957                   | Модифицировалась как АВ611                                                |
| Б-80                             | 111                              | 1 февраля 1956                   | 16 января 1957                   | 13 июля 1957                     | Сохранялась как музейный корабль в Нидерландах, утилизирована в 2019 году |
| Б-81                             | 112                              | 19 апреля 1956                   | 16 января 1957                   | 13 июля 1957                     | С 1970 — Б-881                                                            |
| Б-82                             | 113                              | 15 июня 1956                     | 12 мая 1957                      | 17 августа 1957                  | Модифицировалась как 611РЕ                                                |
| Б-88                             | 514                              | 17 августа 1956                  | 4 июля 1957                      | 25 сентября 1957                 | «Орион»                                                                   |
| Б-89                             | 515                              | 5 февраля 1957                   | 21 сентября 1957                 | 13 декабря 1957                  | Модифицировалась как АВ611, АВ611Е                                        |
| Б-90                             | 516                              | 25 октября 1956                  | 17 августа 1957                  | 30 октября 1957                  | «Марс»                                                                    |
| Б-91                             | 517                              | 25 января 1957                   | 26 ноября 1957                   | 15 июля 1958                     | Модифицировалась как 611П. С 1970 — Б-891                                 |